# Ik
L'Ik - Ик (rus) - és un riu de Rússia, un afluent del riu Kama. Passa pel Tatarstan i per Baixkíria. Té una llargària de 571 km i ocupa una conca de 18.000 km². Té un abal mitjà de 45,65 m³/s a l'alçada de Nagaibakovo. Desemboca al riu Kama a l'embassament de Nijnekamsk.